# Municipio de Powell (Kansas)
El municipio de Powell (en inglés: Powell Township) es un municipio ubicado en el condado de Comanche en el estado estadounidense de Kansas. En el año 2010 tenía una población de 82 habitantes y una densidad poblacional de 0,44 personas por km².

## Geografía
El municipio de Powell se encuentra ubicado en las coordenadas 37°21′13″N 99°5′33″O / 37.35361, -99.09250. Según la Oficina del Censo de los Estados Unidos, el municipio tiene una superficie total de 186.08 km², de la cual 186,02 km² corresponden a tierra firme y (0,03 %) 0,06 km² es agua.

## Demografía
Según el censo de 2010, había 82 personas residiendo en el municipio de Powell. La densidad de población era de 0,44 hab./km². De los 82 habitantes, el municipio de Powell estaba compuesto por el 100 % blancos. Del total de la población el 0 % eran hispanos o latinos de cualquier raza.